# John Benitez
John „Jellybean“ Benitez (* 7. November 1957 in New York City) ist ein US-amerikanischer Schlagzeuger, Gitarrist, Songwriter, DJ, Remixer und Musikproduzent puerto-ricanischer Herkunft. Benitez produzierte für viele verschiedene Künstler, z. B. Madonna, Whitney Houston, Michael Jackson und die Pointer Sisters, veröffentlichte aber auch immer wieder Alben und Singles als Jellybean.

## Kindheit
Benitez’ Mutter zog Anfang der 1950er von Puerto Rico in die South Bronx in New York. Sie zog drei Kinder alleine groß, Benitez war ihr zweites Kind. Geboren in New York City wuchs er mit der Musik auf und lernte früh Gitarre und Schlagzeug zu spielen. Den Spitznamen Jellybean bekam er laut eigener Aussage von seiner Schwester aufgrund seiner Initialen. Benitez besuchte die De Witt Clinton High School und die John F. Kennedy High School, bekam aber am Ende keinen Abschluss.
Als Benitez sich 1975 in Manhattan eine Wohnung kaufte, machte er Erfahrungen mit Discos und Nachtclubs. Dadurch stieg das Interesse, und Benitez war in mehreren Diskotheken als DJ tätig. Nach einiger Zeit eröffnete er seine eigene Diskothek Experiment 4. Im Jahr 1980 ging Benitez auf das Bronx Community College, wo er Marketing and Sales Promotions studierte. Benitez wurde nun lokal auch als DJ weiter bekannt. Im Jahr 1981 bekam er einen eigenen Radiosender.

## Musikkarriere

### Beziehung mit Madonna
Benitez begann zu vielen Liedern Remixversionen zu produzieren, wie Jimmy Spicers The Bubble Bunch, Rockers Revenges Walking on Sunshine und Afrika Bambaataas Planet Rock. Stephen Bray von der Gruppe Breakfast Club wollte Benitez für eine Remixversion engagieren. Als Benitez und Bray zusammentrafen, kam er mit dem damaligen Bandmitglied Madonna in Kontakt. Die Beziehung der beiden hielt zwei Jahre an; in der Folge war er auch an den Remixversionen zu Madonnas gleichnamigen Debütalbum im Jahr 1983 beteiligt, darunter Everybody, Borderline und Lucky Star. Bei Holiday fungierte er als Produzent.

### Werke von anderen Künstlern
Benitez produzierte Whitney Houstons Top-Ten-Hit Love Will Save the Day von ihrem Nummer-eins-Album Whitney und nahm Remixversionen von Künstlern wie Hall & Oates, Huey Lewis & the News, George Benson, Shalamar, Jocelyn Brown, Patti Austin, Bobby O, Sheena Easton, Talking Heads, James Ingram, Billy Joel, The Pointer Sisters, Michael Jackson und Paul McCartney auf.
Er veröffentlichte auch eigene produzierte Singles unter seinem Namen, auf denen er aber nicht sang. Stattdessen unterstützten ihn Künstler wie Madonna auf Sidewalk Talk, The Real Thing (UK #13, 1987) feat. Steven Dante, Who Found Who (UK #10, 1988) mit Elisa Fiorillo, Jingo (UK #13, 1988)  und Just a Mirage (UK #13, 1988) feat. Adele Bertei.

## Sonstiges
Am 19. September 2005 wurde Benitez für sein künstlerisches Schaffen als DJ und Produzent in die Dance Music Hall of Fame aufgenommen.

## Werke

### Produktion/Remix
- Planet Rock Afrika Bambaataa
- Flashdance... What a Feeling Irene Cara
- Sidewalk Talk Jellybean
- Holiday Madonna
- Borderline Madonna (Remixer)
- Lucky Star Madonna (Remixer)
- Everybody Madonna (Remixer)
- Crazy for You Madonna
- Gambler Madonna
- Love Will Save the Day Whitney Houston
- The Power of Love Huey Lewis & the News (Remixer)
- Back in Time Huey Lewis & the News (Remixer)
- Pack Jam The Jonzun Crew
- Living in a Box Living in a Box
- Feel the Spin Debbie Harry
- The Mexican Jellybean feat. Babe Ruth’s (Janita Haan)
- The Lover That You Are Pulse feat. Antoinette Roberson.
- If It’s Meant to Last Sheena Easton
- Promises, Promises Naked Eyes (Jellybean 7' Mix) (mit Madonna)
- Emotion Barbra Streisand (12" single Mix)

### Soundtracks
John Benitez wirkte unter anderem an den Produktionen der Soundtracks zu Back to the Future, Top Gun, Flashdance und Footloose mit.

## Diskografie als Jellybean

### Alben
- 1984: Wotupski!?!
- 1987: Just Visiting this Planet
- 1988: Rocks the House!
- 1991: Spillin’ the Beans
- 2010: Secrets & Lies (Jellybean feat. Carla Prather)

### Singles
- 1984: The Mexican
- 1984: Sidewalk Talk (feat. Catherine Buchanan)
- 1984: Was Dog a Doughnut
- 1987: Who Found Who (feat. Elisa Fiorillo)
- 1987: The Real Thing (feat. Steven Dante)
- 1987: Jingo
- 1987: Just a Mirage (feat. Adele Bertei)
- 1987: Little Too Good to Me (Long Hot Summer Mix) (feat. Elisa Fiorillo)
- 1988: Coming Back for More (feat. Richard Darbyshire)
- 1990: What’s it Gonna Be (feat. Niki Haris)
- 1991: Spillin’ the Beans
- 2006: New York House
- 2009: You Bring Me Joy (Jellybean, Marlon D. & Mena Keys)